# August Metz (Politiker, 1849)
August Wilhelm Eduard Christoph Metz (* 6. Juni 1849 in Darmstadt; † 17. Juni 1920 in Fulda) war ein deutscher Jurist und Landtagspräsident der Landstände des Großherzogtums Hessen.

## Leben

### Herkunft und Familie
August Metz entstammte einer jüdischen Medizinerfamilie aus Offenbach am Main und war der Sohn des Abgeordneten August Metz (1818–1874) und dessen Gemahlin Caroline Helene Emilie Boetticher. Er war verheiratet mit Mathilde Diery. Aus der Ehe gingen vier Söhne und eine Tochter hervor.

### Wirken
Metz studierte Rechtswissenschaften an der Justus-Liebig-Universität Gießen und gehörte dem Corps Starkenburgia an. Bevor er im Jahre 1880 als Rechtsanwalt zum Landgericht Gießen zugelassen wurde, war er hier als Hofgerichtsadvokat und wurde 1899 Notar.
Metz betätigte sich politisch in der Deutschen Freisinnigen Partei und wurde im November 1884 deren Vertreter in der Zweiten Kammer des Landtags des Großherzogtums Hessen. Von 1897 bis zu seiner Mandatsniederlegung im Jahre 1899 war er 2. Präsident des Landtags. Sein Nachfolger wurde Egidius Gutfleisch.

## Auszeichnungen
- 1900 Großherzoglich Hessischer Justizrat
- 1911 Geheimer Justizrat